# Kaliakra
Capo Kaliakra (bulgaro: Калиакра) è un promontorio della Dobrugia Meridionale, regione del nord della costa bulgara del Mar Nero, situato a 12 km a est di Kavarna e 60 km a nord est di Varna. La costa è ripida, con pareti verticali che si innalzano fino a 70 m dal mare.
Kaliakra è una riserva naturale, dove si possono osservare delfini, cormorani e pinnipedi. Si trova sulla Via Pontica, un'importante rotta migratoria degli uccelli dall'Africa verso l'Europa del nord e dell'est. Come gran parte di questa costa, ospita inoltre diverse specie rare di uccelli nidificanti (ad esempio, la monachella dorsonero e una razza locale di marangone). Il resto della riserva ha anche insoliti uccelli nidificanti, il falco sacro, l'averla cenerina e una miriade di altri.
Sono ancora presenti i resti delle fortificazioni medioevali fatte erigere dal despota Dobrotitsa durante il breve Principato di Karvuna. 
La cala Bolata, con una piccola spiaggia riparata, è sita a nord del capo alla foce di un suggestivo canyon, anch'esso parte della riserva naturale.

## Storia ed etimologia

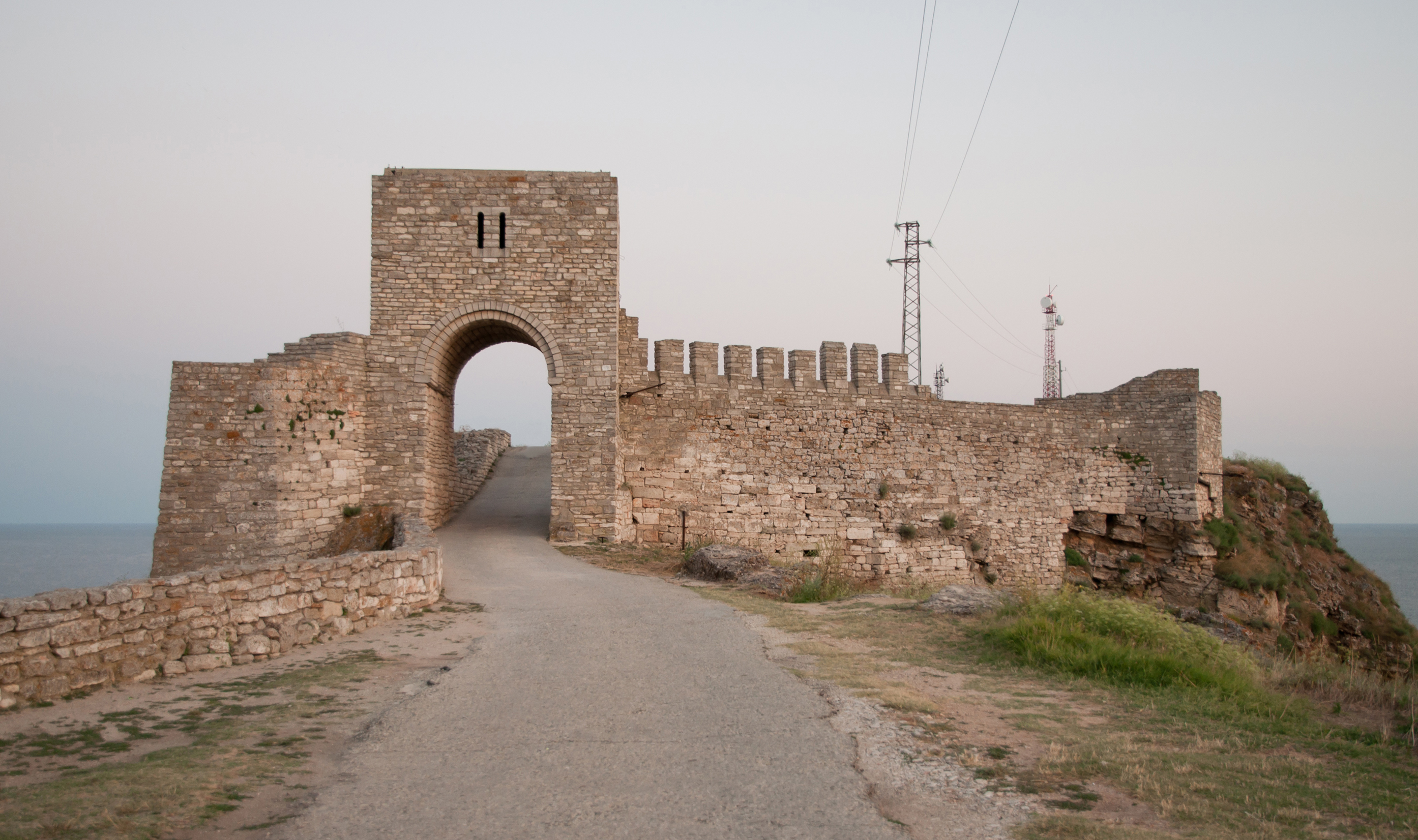
La seconda porta della fortezza medioevale di Kaliakra

Nel corso dei secoli il promontorio è stato identificato con diversi nomi:
- in tracio: Tirizis (in greco: Τίριζις)
- in latino: T(i)rissa
- in greco: Ἂκραι o Καλή Άκρα, (Akrai o Kalē Akra)
- in bulgaro: Нос Калиакра
- in italiano: Capo Caliacra
- in turco: Celigra Burun
- in rumeno: Caliacra

Il nome "Kaliakra" è di origine greco bizantina. Si tratta di una combinazione di "καλός" ("bella") e "άκρα" ("promontorio" o "fortezza") ed è tradizionalmente tradotto come "bel promontorio".
Al largo delle sue coste si svolse, l'11 agosto 1791, la battaglia di Capo Kaliakra, nel corso della Guerra russo-turca (1787-1792).
Il primo faro moderno sul promontorio è stato costruito nel 1866 dalla Compagnie des Phares de l'Empire Ottomane; quello attuale (una torre cilindrica in pietra alta 10 metri, con lanterna) è stato eretto nel 1901; con il piano focale ad un'altezza di 68 m e un flash bianco ogni 5 secondi, è attrezzato con una trasmittente per la radionavigazione ed un nautofono.
Vicino Kaliakra, vi è un enorme impianto per la radiodiffusione in onde medie, costruito a partire dal 1988 da parte dell'Unione Sovietica come ripetitore per il Sud Est Europa. Dopo il crollo del comunismo nel 1989, non vi era più alcuna necessità per l'impianto e il lavoro è stato interrotto. 
Sono in fase di sviluppo nelle vicinanze diversi impianti eolici. La zona ha ora tre campi da golf progettati dai golfisti Gary Player e Ian Woosnam.